# 금지초등학교
금지초등학교는 대한민국 전북특별자치도 남원시 금지면 택내리에 있는 공립 초등학교이다.

## 학교 연혁
- 1921년 7월 5일 금지공립보통학교 개교
- 1938년 4월 1일 금지공립신상소학교로 개명[1]
- 1941년 4월 1일 금지공립국민학교로 개명[2]
- 1984년 2월 28일 병설유치원 개원
- 1996년 3월 1일 금지초등학교로 개명[3]
- 2019년 3월 1일 제36대 안수희 교장 부임
- 2021년 1월 14일 제95회 졸업식(총 졸업생수 6,381명)

## 참고 자료
- 금지초등학교 - 한국교육학술정보원 학교알리미